# Echoes of December
Echoes of December er den femte EP fra det danske elektro-rock-band Dúné. EP´en blev udgivet digitalt over hele verden 1. december 2011 af bandet selv. Den blev indspillet og produceret af bandet i deres eget lydstudie i Berlin, kaldet "Der Raum". Det var første udgivelse fra gruppen siden EP'en Leaving Metropolis fra 2010.
På Echoes Of December kan man finde den første Dúné sang, hvor det ikke er Matt Kolstrup, der synger lead. På sangen It Shouldn't Be All er det nemlig keyboardspiller Ole Bjórn, der har overtaget rollen som forsanger, mens Kolstrup synger kor.

## Modtagelse
EP'en opnåede en 2. plads på iTunes Alternativ top 10, kun overgået af Coldplay, på trods af at den ikke blev promoveret andre steder end på bandet hjemmeside og på sociale medier.
Anmelder Anders Reinholdt Jonssen fra Soundvenue skrev om EP'en:
| Citat | "I et melankolsk og frostdækket landskab ligger Dúnés normale, genkendelige electro-rockede poppunk nemlig dybt begravet i flere meters lag sne, og til gengæld forsøger bandet at skabe et stille, inderligt julerum med masser af kærlighed, keyboard og klokkeklang." | Citat |
|       | |       |

19. december 2011 skrev det danske musikmagasin Poplick:
| Citat | ...bandets normale forsanger Mattias Kolstrup [har] for et enkelt nummer overladt mikrofonen til keyboardspiller Ole Bjørn. Og han gør det godt. Ole Bjørn fyrer den af med en dyb, oldschool amerikaner-vokal(...) Vurder selv. Skal Mattias til at finde sig et nyt arbejde? | Citat |
|       | |       |

## Spor
Alle sange er komponeret af Dúné. Teksterne på Falling Into Pieces og Face Among The Stars er skrevet af Matt Kolstrup, men Wait For Me og It Shouldn't Be All er et samarbejde imellem Kolstrup og Ole Bjórn.
1. Echoes of December (Intro) – 0:49
2. Falling Into Pieces – 3:35
3. Face Among The Stars – 3:23
4. Wait For Me – 3:50
5. It Shouldn't Be All – 4:02
6. Echoes of December (Outro) – 1:42